# Gellinam
Gellinam (auch: Gereniyan-tō, Gireniyan, Kirenen Island, RTS, USAKA) ist eine Insel des Kwajalein-Atolls in der Ralik-Kette im ozeanischen Staat der Marshallinseln (RMI). Die Insel gehört zu den von den Vereinigten Staaten gepachteten Gebieten.

## Geographie
Das Motu liegt ziemlich abgelegen im nördlichen Riffsaum des Atolls.
Aufgrund der militärischen Nutzung verfügt die Insel über einen Hafen im Innern der Lagune und einen Heliport.

## Klima
Das Klima ist tropisch heiß, wird jedoch von ständig wehenden Winden gemäßigt. Ebenso wie die anderen Orte der Kwajalein-Gruppe wird Gellinam gelegentlich von Zyklonen heimgesucht.